# Pembury
Pembury är en ort och civil parish i grevskapet Kent i sydöstra England. Orten ligger i distriktet Tunbridge Wells, strax öster om Royal Tunbridge Wells. Tätorten (built-up area) hade 5 784 invånare vid folkräkningen år 2021.